# Livistoninae
Sous-tribu
Les Livistoninae sont une sous-tribu de plantes à fleurs de la famille des Arecaceae.

## Classification
- Famille des	Arecaceae
  - Sous-famille des Coryphoideae
    - Tribu des Trachycarpeae
      - Sous-tribu des Livistoninae [2]

## Genres
Selon Genera Palmarum  :
- Livistona R.Br.
- Licuala Wurmb.D
- Johannesteijsmannia H.E.Moore
- Pholidocarpus Blume
- Saribus Blume
- Lanonia A.J.Hend. & C.D.Bacon

### Galerie

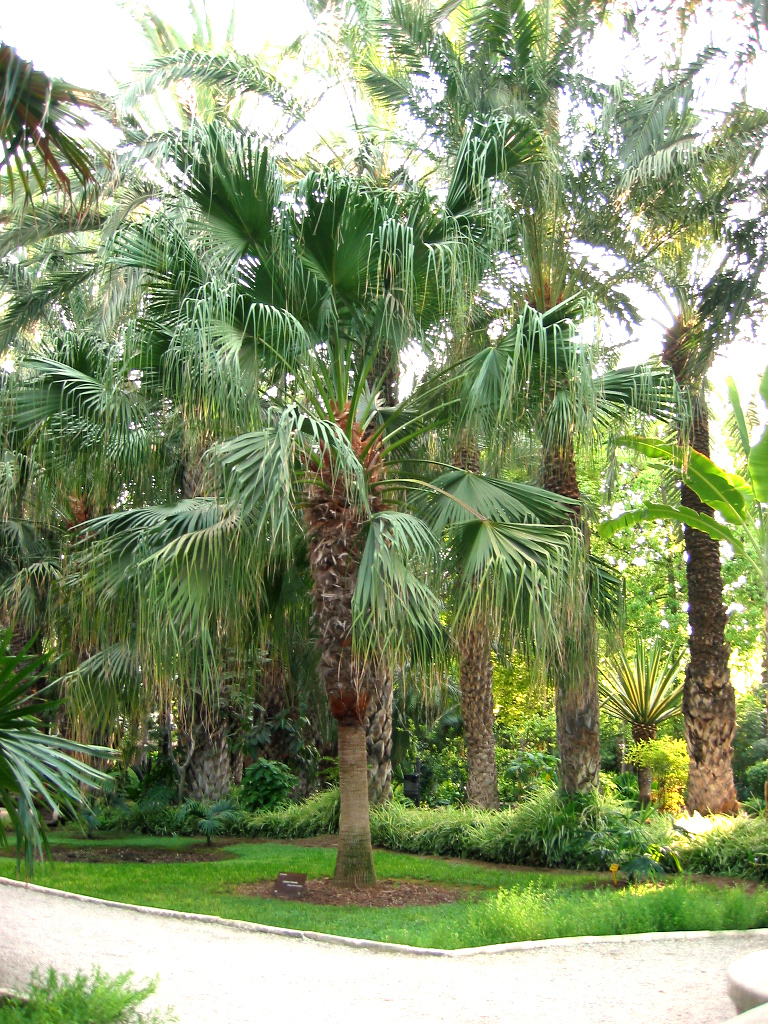
Livistona chinensis.
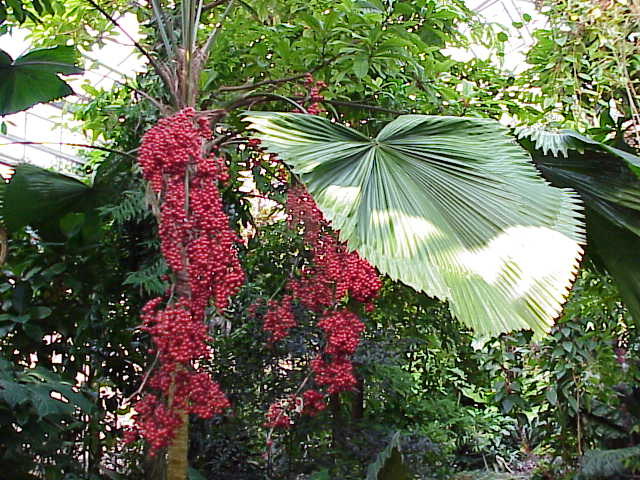
Licuala grandis.
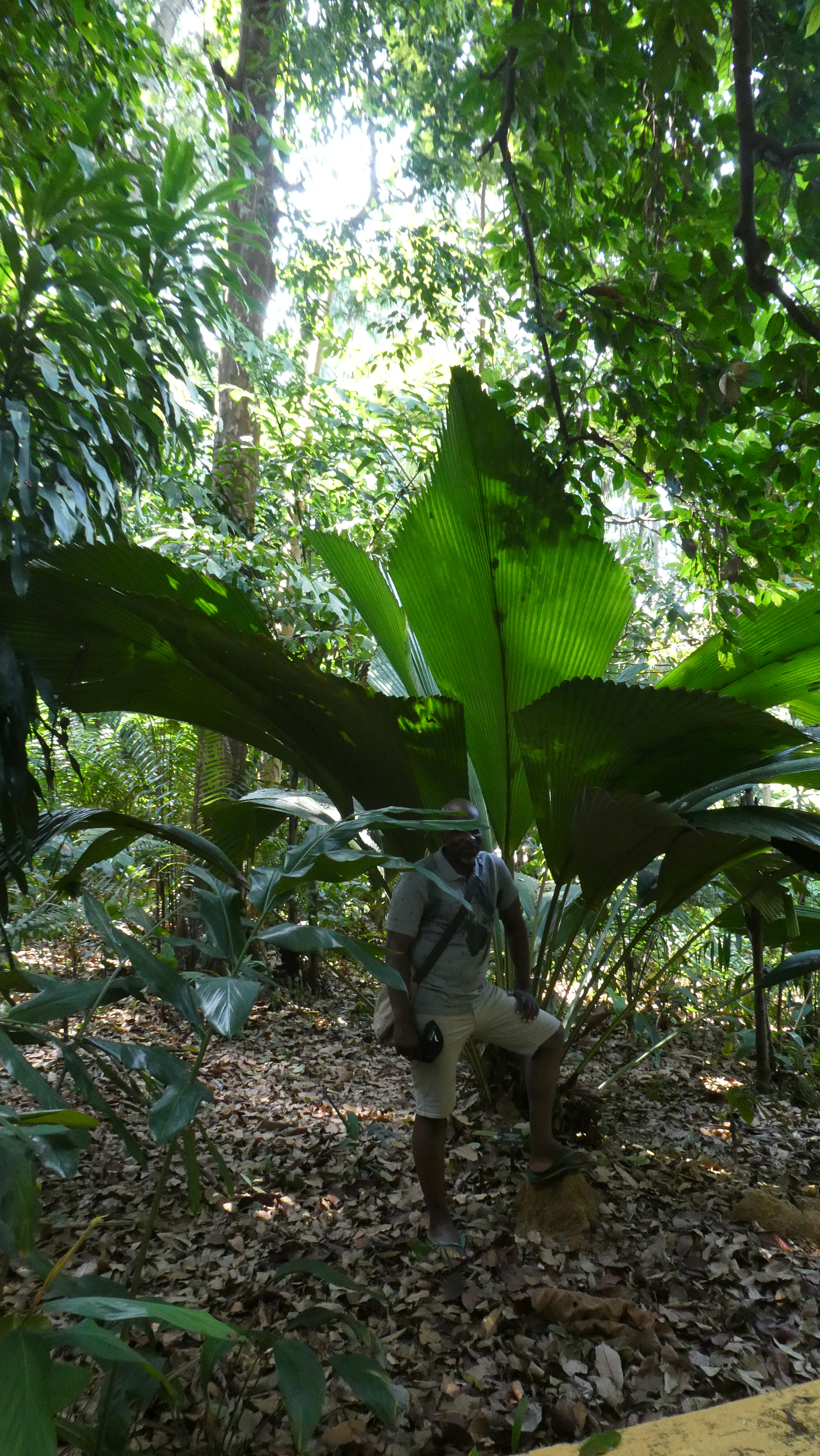
Johannesteijsmannia altifrons.
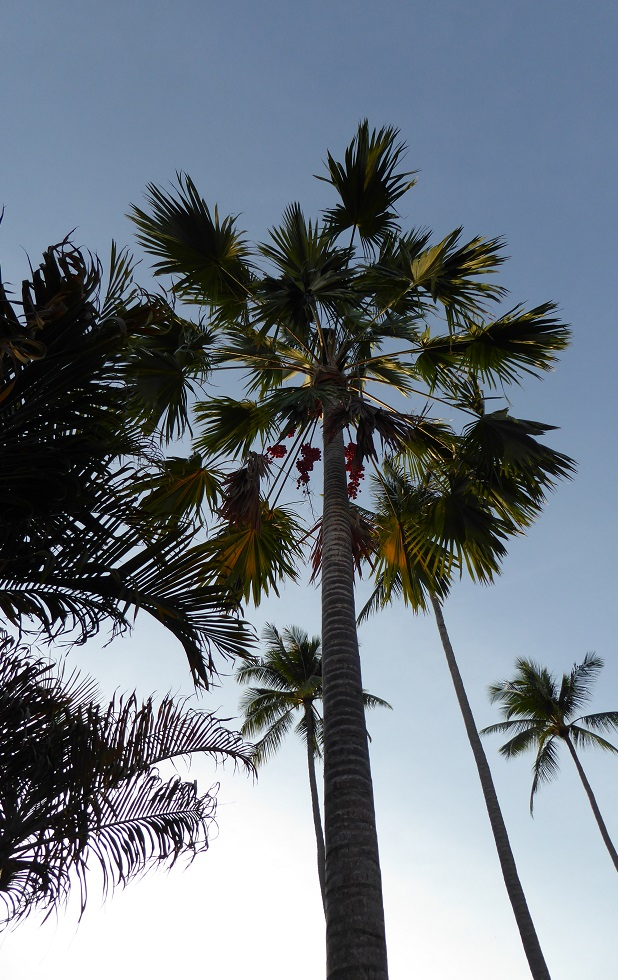
Saribus rotundifolius.